# الهيئة العامة للتأمين الصحي الشامل (مصر)
الهيئة العامة للتأمين الصحي الشامل هي هيئة حكومية مصرية ذات شخصية اعتبارية وموازنة مستقلة تتبع رئيس مجلس الوزراء، أُنشأت بموجب القانون رقم 2 لسنة 2018 ولائحته التنفيذية كأحد الأعمدة الثلاث الرئيسية (هيئة التأمين، هيئة الرعاية، هيئة الرقابة) لتطبيق منظومة التأمين الصحي الشامل، وتتولى الهيئة إدارة وتمويل نظام التأمين الصحي الشامل، وتكون أموال المشتركين بها أموالاً خاصة، تتمتع بجميع أوجه وأشكال الحماية المقررة للأموال العامة، وهي وعوائدها حق للمستفيدين منها، وتستثمر استثمارًا آمنًا.

## التشريعات المُنظِمة
- قانون رقم 2 لسنة 2018 بشأن نظام التأمين الصحي الشامل.[2][3]

## وصلات خارجية
- الموقع الرسمي للهيئة.
- الصفحة الرسمية للهيئة على موقع فيس بوك.